# 火炬机器制造设计局 (彼得·德米特里耶维奇·格鲁申命名)
以彼得·德米特里耶维奇·格鲁申命名的“火炬”机器制造设计局，也称为“格鲁申机器制造设计局”，是苏联与俄罗斯联邦的一家地对空导弹弹体、外空反导导弹弹体的设计局。

## 历史
1953年11月成立，负责面对空导弹弹体研制。1958年7月因S-75导弹的成功获得列宁奖金。1981年4月因研制S-300导弹成功获得十月革命勋章。
2002年并入金刚石-安泰集团。

## 产品
设计局开发了战术、战略面对空导弹弹体，以及散逸层反导拦截器：
- V-750系列弹体（用于SA-2 / S-75导弹系统）
- RS-2U弹体（用于AA-1导弹）
- 4K60弹体（用于SA-N-3导弹）
- 5V24 (V-600), 5V27 (V-601)系列弹体（用于SA-3 / S-125导弹系统）
- 5V21, 5V28, 5V28V系列弹体（用于SA-5 / S-200导弹系统）
- 9M33, 9M33M1, 9M33M2, 9M33M3, 9A33BM3系列弹体（用于SA-8 / 9K33“黄蜂”/SA-N-4导弹系统）
- 5V55K, 5V55R, 5V55R / 5V55KD, 5V55U, 48N6, 48N6E2系列弹体（用于SA-10与SA-20 / S-300P/SA-N-6导弹系统）：六十年代中期开始的革命性的设计，弹体封装在一次性发射储箱中十年免维护，燃气发生器弹射垂直发射。
- 40N6系列弹体（用于SA-21 / S-400导弹系统）
- 9M96系列弹体（用于SA-21 / S-400与S-350导弹（英语：S-350E Vityaz 50R6）系统）：采用了直接碰撞杀伤来袭导弹战斗部的方式。
- 9M330, 9M331, 9M332, 9M338系列弹体（用于SA-15 / 9K330道尔/SA-N-9导弹系统）
- 51T6 (SH-11) Gorgon系列弹体（用于A-135反弹道导弹系统导弹系统）[4]